# Софийско земетресение (1858)
Вижте пояснителната страница за други значения на Софийско земетресение.
Софийското земетресение е земетресение с епицентър в околностите на град София (42° с. ш. 23° и. д. / 42.6° с. ш. 23.25° и. д.), чийто основен трус е в 12:15 местно време на 30 септември* 1858 г., а вторичните трусове, продължават още няколко месеца.
Данните за земетресението са оскъдни и включват главно текстови описания на свидетели, най-изчерпателни от които са няколко дописки и писма на Сава Филаретов. Интензивността на основния трус се оценява на IX степен по скалата на Медведев-Шпонхойер-Карник (МШК), магнитудът - на 6.6, a дълбочината 9 km., като в ограничен район при Бояна интензивността вероятно е достигнала X степен по МШК.
Освен в София, земетресението е усетено и в отдалечени градове, като Пловдив и Янина. Пострадали сгради има в Ихтиман и Рилския манастир, а в Долна баня се променя дебитът на минералните извори. В София земетресението предизвиква значителни щети, като 70 - 80 % от сградите са силно засегнати. По-бедните жители на града са в затруднено положение, тъй като се налага непредвидено да възстановяват къщите си в навечерието на зимата. Някои от тях са подпомогнати с дарения, като например направеното от Иван Денкоглу.
При по-големите обществени сгради щетите са по-тежки, като някои от тях са частично или напълно разрушени. Съборени са минаретата на 19 от 24-те джамии в града, а само 2 от 7-те църкви остават годни за използване. Сред разрушените сгради е Сиявуш джамия (днешната църква Света София), която след земетресението е изоставена. Според разкази на очевидци, покривът на минарето на джамията Баш чешме (при днешното кръстовище на Витошка и Солунска), се преобръща и се забива с шпила си във викалото на минарето. Пада и един от сводовете на новостроящата се катедрала Света Неделя. При земетресението загиват 4 души, сред които две деца при Сиявуш джамия и един от строителите в Света Неделя.
На някои места около София се отварят пукнатини в земята, като според Филаретов пукнатината между Бояна и Драгалевци има ширина над 20 cm и дължина около 1,5 km. Западно от града се появява нов горещ гейзер, който постепенно отслабва до съществуващия и сега извор в Овча купел. Дебитът на минералните извори в града намалява за няколко дни, след което се възстановява.